# Clem McCarthy
Clem McCarthy (9 de septiembre de 1882 – 4 de junio de 1962) fue un comentarista deportivo y locutor de megafonía de nacionalidad estadounidense.  

## Biografía
Nacido en Rochester (Nueva York), fue conocido, entre otras actividades, por haber dado voz a los noticiarios de Pathe News. También era conocido por su voz grave y su estilo dramático, un "tenor whisky" como le llamaba el locutor deportivo y ejecutivo David J. Halberstam.
Según el libro de Halberstam, Sports on New York Radio, McCarthy ha sido considerado uno de los principales locutores de carreras de caballos, preparando el terreno para futuras voces como las de Cawood Ledford y Dave Johnson. Fue el primer locutor de megafonía en una carrera de primera categoría en Estados Unidos, la Arlington Park celebrada en Arlington Heights, un suburbio de Chicago, Illinois.
Además de locutor de NBC Radio para las carreras de caballos, fue uno de los principales comentaristas de boxeo. Quizás su transmisión más conocida fue la que emitió NBC radio del combate celebrado en 1938 entre Joe Louis y Max Schmeling en el Yankee Stadium.
Al final de ese año también cubrió la carrera ecuestre entre los caballos Seabiscuit y War Admiral, siendo célebres sus comentarios en el último tramo de la misma.
McCarthy es también conocido por un error suyo cometido en la carrera Preakness Stakes de 1947, cuando un grupo de personas subida a una plataforma le ocultaba la curva más alejada del circuito, justo en el momento en que dos caballos muy similares pasaba por el lugar, motivo por el cual los confundió. (Chic Anderson, uno de los locutores más famosos tras McCarthy tuvo un error parecido en el Derby de Kentucky de 1975.) Al igual que sucedió con Anderson, la rápida y humilde aceptación por parte de McCarthy de su error ayudó a superar las críticas recibidas.
La National Sportscasters and Sportswriters Association aceptó a McCarthy como miembro de su Salón de la Fama en 1970. En 1987 también pasó a formar parte del Salón de la Fama de la American Sportscasters Association junto con el veterano periodista deportivo de ABC Sports Jim McKay.
Clem MaCarthy falleció en 1962 en la ciudad de Nueva York. Fue enterrado en el Cementerio Mount Olivet de Maspeth, Nueva York.